# Свято-Троїцький храм (Велика Мартинівка)

 Свято-Троїцький храм (Велика Мартинівка) (рос. Свято-Троицкий храм) — церква в селі Велика Мартинівка, Ростовської області. Відноситься до Волгодонської і Сальської єпархій. У первісному, дерев'яному вигляді збудована у 1799 році. У 1896 році збудована заново, на цей раз з каменю. Єдина церква в Росії, закладена на честь коронації імператора Миколи II. Церква є пам'яткою архітектури XIX століття. Свято-Троїцький храм виконаний у псевдоруському стилі.
У храмі є частинки мощей Матрони Московської, Павла Таганрозького і великомученика Тимофія. Церкву відвідують в основному місцеві жителі, а не приїжджі, що пояснюється низьким рівнем розвитку інфраструктури села.

## Історія
Перший Свято-Троїцький храм у Великій Мартинівці побудований ще в 1799 році з дерева. Гроші на будівництво пожертвував генерал-майор Дмитро Мартинович Мартинов. При церкві була каплиця в пам'ять смерті Олександра II.
У 1895 році Мартинівське церковно-приходське опікунство ухвалило рішення про початок будівництва нової церкви на місці Свято-Троїцького храму.
Місце будівництва храму було освячено 26 травня 1896 року, у день коронації Миколи II. Перший камінь був закладений на наступний день.
Коштів на проведення будівельних робіт у прочан не вистачало, тому на парафіяльних зборах в 1900 році було вирішено звернутися за підтримкою до керівництва єпархії і з проханням на відкриття збору пожертвувань. У тому ж році розпочато будівництво за проектом архітектора А. В. Мельникова, який був розроблений кількома десятиліттями раніше. Основні будівельні роботи були закінчені в 1904 році.
За словами місцевих жителів, у храмі з церковним хором виступав Федір Шаляпін.
У храмі є три вівтарі: головний ― в ім'я Святої Трійці, правий ― в ім'я мучениці цариці Олександри, лівий ― в ім'я святителя Миколая Мирлікійського.
У 1930 році церква була закрита, і у її будинку спочатку розміщувалося зерносховище, а потім ― майстерня машинно-тракторної станції і господарський склад. Розписи були замазані штукатуркою, іконостас зруйнований, дзвони скинуті. У 1945 році храм повернуто вірянам, але лише частково: на 4/5 його площі як і раніше розміщувалося зерносховище, що створювало великі незручності для парафіян, однак незважаючи на заяви Ростовського Єпархіального Управління з вимогами про звільнення церкви від сторонніх організацій, владою жодних заходів до цього прийнято не було.
У 1963 році церква повторно закрита на підставі того, «що у зв'язку з розпадом православного релігійного товариства протягом року не працювала».
У 1991 році приміщення церкви звільнено від складу і в ньому почалися богослужіння. У 1994 році розпочалися реставраційні роботи. У 2002 році була освячена архієпископом Ростовським і Новочеркаським Пантелеймоном. У 2004 році була відновлена дзвіниця.